# كوي بيكون
كوي بيكون (بالإنجليزية: Coy Bacon) هو لاعب كرة قدم أمريكية أمريكي، ولد في 30 أغسطس 1942 في كاديز في الولايات المتحدة، وتوفي في 22 ديسمبر 2008 في أيرنتون في الولايات المتحدة.

## وصلات خارجية
- كوي بيكون على موقع مرجع كرة القدم المحترفة.كوم (الإنجليزية)